# Фролова, Нина Николаевна
Ни́на Никола́евна Фроло́ва (род. 11 октября 1948, Новосибирск) — советская гребчиха, серебряный призёр Олимпийских игр в Москве. Заслуженный мастер спорта СССР (1978).

## Биография
Тренировалась под руководством Евгения Михайловича Морозова.
На Олимпиаде в Москве Нина была рулевой в составе восьмёрки и вместе со своим экипажем выиграла серебряную медаль.
Четырёхкратная чемпионка мира (1978, 1979, 1981, 1982). Трёхкратная чемпионка Европы (1970, 1971, 1973).